# Elves
Elves es una película de terror de 1989 dirigida por Jeffrey Mandel, con un reparto que incluye a Dan Haggerty, Deanna Lund y Ken Carpenter.

## Argumento
Cuando la adolescente Kirsten (Julie Austin) se corta la mano accidentalmente durante un ritual pagano de la Anti-Navidad celebrado con sus amigas Brooke y Amy en el bosque, su sangre derramada  despierta a un antiguo elfo demoníaco de la Navidad. El elfo es figura central de una conspiración neonazi que pretende crear la raza superior con la que Hitler había soñado siempre conquistar el mundo. Más que una raza aria pura, se revela que Hitler siempre pretendió una raza de híbridos humano-elfo —también se descubre que los elfos son parte importante de una pseudo-secta que los nazis practicaban en secreto—.
Kirsten es una pieza clave también en este plan maestro, pues es la última virgen aria de sangre pura en el mundo, dado que su abuelo es un antiguo nazi una vez involucrado en la conspiración —aunque ahora está arrepentido—.  También es su padre, al practicar el incesto endogámico con su hija explicado porque esta práctica era considerada crucial para mantener una raza aria pura.  Inadvertida de todos estos siniestros sucesos,  Kirsten continúa trabajando enfurruñada en Navidad en el mostrador de aperitivos del centro comercial local.
Mike McGavin (Dan Haggerty) es un expolicía que ha perdido su placa al recaer en su adicción alcohólica. Sin trabajo, sin dinero y recientemente con un aviso de desahucio de su destartalada caravana, Mike se cita con su antiguo amigo –y director del centro comercial- buscando ayuda, y acaba convirtiéndose en el Papá Noel de la tienda justo después de que el antiguo fuera asesinado por el elfo. Sin una vivienda real, Mike se esconde en la tienda por la noche para dormir en el almacén y alimentarse de las sobras del mostrador de aperitivos. Una noche escucha a Kirsten y a sus amigas, que también se han colado dentro, retozando por el centro comercial mientras esperan a que aparezcan sus novios con motivo de una fiesta nocturna. En vez de estos últimos los que acuden son el misterioso grupo de nazis, que planea secuestrar a Kirsten y encontrar al elfo para que la raza superior pueda llegar a ser una realidad. Con la ayuda de Mike, Kirsten escapa con vida, aunque sus amigas no tienen tanta suerte. Despedidos de inmediatos al haberse colado en el local del centro comercial fuera del horario de trabajo, Mike y Kirsten pueden dedicar su tiempo a desentrañar la conspiración. Después de realizar una visita en la víspera de Navidad a la biblioteca loca y más tarde irrumpiendo en la casa de un prodesor  para sonsacarle información, Mike se da cuenta de lo que está ocurriendo y se encamina a proteger a Kirsten. Mike, Kirsten y su abuelo tienen un épico encuentro con los nazis y el elfo en casa de Kirsten, que culmina en el bosque donde Kirsten destruye al elfo ejecutando un ritual de invocación de una piedra de elfo encontrado en el estudio de su abuelo. A la mañana siguiente Kirsten aparece acurrucada en el inexplicablemente destruido bosque mientras empieza a nevar por primera vez en el invierno. La película finaliza con la imagen de un feto, sugiriendo quizás que el plan fue exitoso a pesar de la aparente incapacidad del elfo para copular con Kirsten antes de su final.

## Reparto
- Dan Haggerty como Mike McGavin.
- Julie Austin como Kirsten.
- Deanna Lund como la madre de Kirsten.
- Borah Silver como el abuelo (y padre) de Kirsten.
- Mansell Rivers-Bland como Rubinkraur.
- Christopher Graham como Willy.
- Laura Lichstein como Brooke.
- Stacey Dye como Amy.
- Winter Monk como Kurt.
- Jeff Austin como Emil.
- Allen Lee como Dr. Fitzgerald.
- Paul Rohrer como el Profesor O'Conner.
- Ken Carpenter como Shaver.
- Michael Tatlock como Hugh Reed.
- Michael Herst como el sargento DeSoto.
- Chris Hamner como Kevin.
- D.L. Walker como Dave.
- James Albert como Mark.

## Producción
La película fue rodada en 1989 en Colorado Springs.

## Soundtrack
La banda sonora fue realizada por el músico ucraniano de jazz Vladimir Horunzhy.

## Lanzamiento
Elves se estrenó en una sesión premiere en una sala de cine en 1989 y en formato VHS el 19 de diciembre de 1994. La película no está disponible actualmente en DVD